# Rennesberg

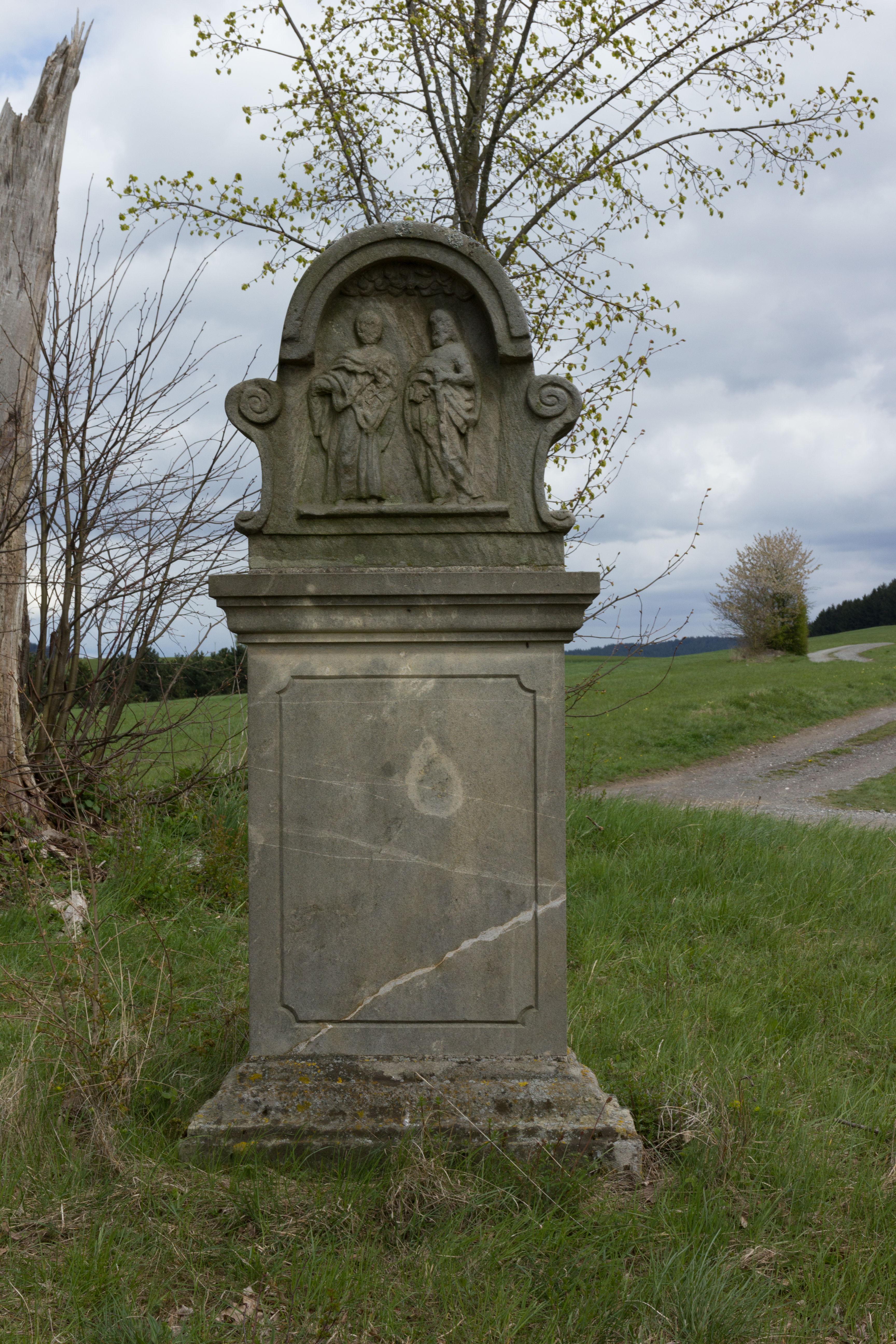
Bildstock am Fußweg nach Friesen

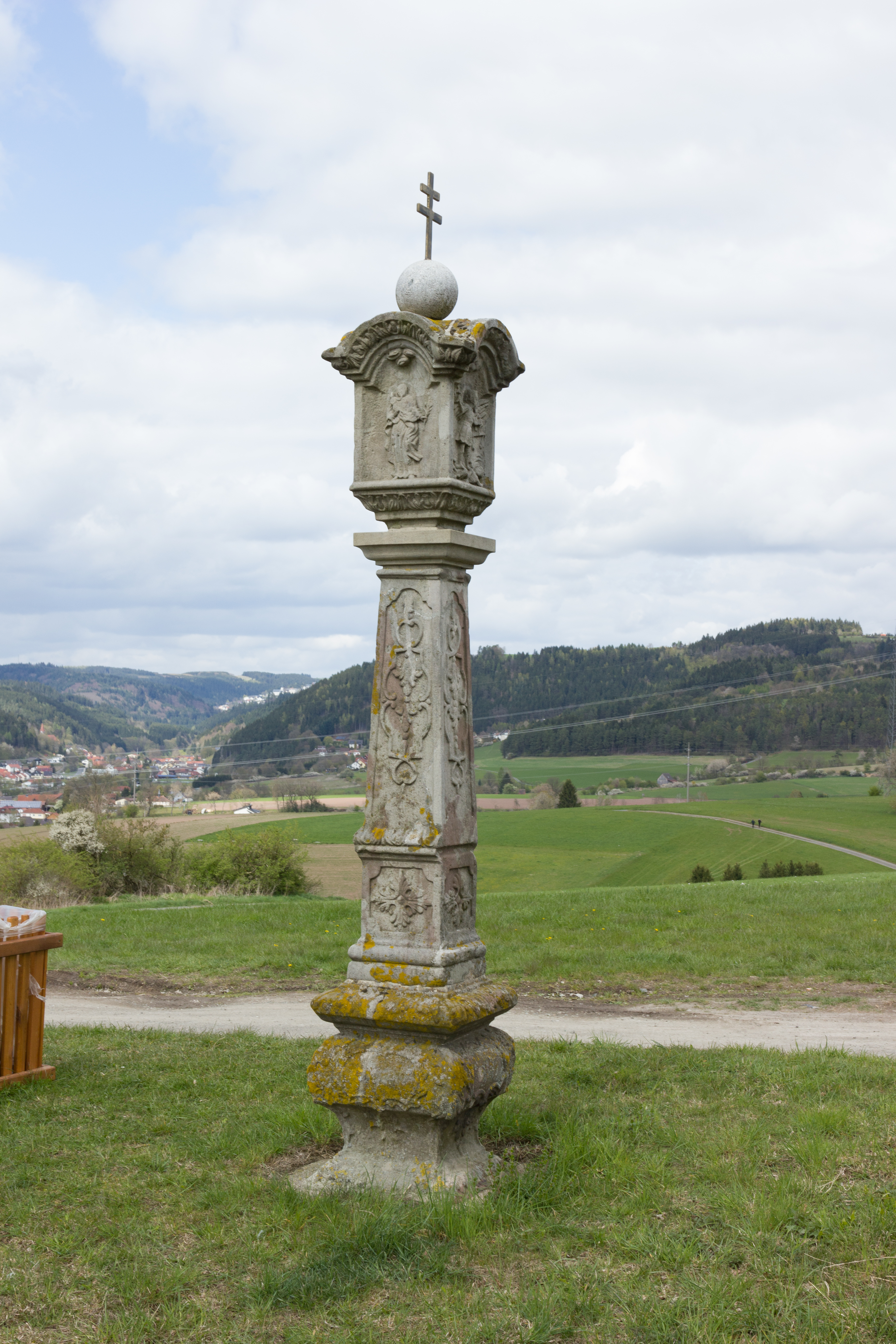
Bildstock bei der Rennesberger Linde

Rennesberg ist ein Gemeindeteil der Kreisstadt Kronach im Landkreis Kronach (Oberfranken, Bayern).

## Geographie
Der Weiler liegt im Schafgrund, einer Talmulde, die sich in Richtung Südosten zur Rodach vertieft. Im Westen befindet sich ein kleines Waldgebiet, ansonsten ist der Ort von Acker- und Grünland umgeben. 0,1 km nördlich des Ortes steht die Rennesberger Linde. Sie ist als Naturdenkmal geschützt. Eine Gemeindeverbindungsstraße führt nach Friesen (1,3 km nördlich) bzw. nach Unterrodach (1,5 km südöstlich).

## Geschichte
Am 19. Mai 1632, während des Dreißigjährigen Krieges, wurde Rennesberg von (protestantischen) „Culmachischen Völkern“ abgebrannt.
Gegen Ende des 18. Jahrhunderts gab es in Rennesberg 2 Anwesen. Das Hochgericht übte das bambergische Centamt Kronach aus. Grundherr der beiden Zinshöfe war das Kastenamt Kronach.
Mit dem Gemeindeedikt wurde Rennesberg dem 1808 gebildeten Steuerdistrikt Friesen und der 1818 gebildeten Ruralgemeinde Friesen zugewiesen. Ein Anwesen des Ortes wurde der Ruralgemeinde Unterrodach zugeschlagen. Am 1. Mai 1978 wurde Rennesberg im Zuge der Gebietsreform in Bayern in Kronach eingegliedert.

### Baudenkmäler
- Zwei Bildstöcke

- Haus Nr. 1. Eingeschossiger Wohnstallbau, 17./18. Jahrhundert, die Umfassungsmauern wurden im 19. Jahrhundert massiv erneuert, die untere Giebelhälfte besteht aus Fachwerk, die obere Hälfte ist verschalt. Taubenhaus des 19. Jahrhunderts, auf einer Stange, aus Geflecht, Boden und Decke bestehen aus je einem Wagenrad.[9] Das Haus listete Tilmann Breuer in dem Buch Landkreis Kronach von 1964 mit seiner ursprünglichen Hausnummer als Kunstdenkmal auf. Es ist in der Denkmalschutzliste nicht aufgeführt, da es entweder nicht aufgenommen, abgebrochen oder stark verändert wurde.

### Einwohnerentwicklung
| Jahr      | 001818 | 001861 | 001871 | 001885 | 001900 | 001925 | 001950 | 001961 | 001970 | 001987 |
| Einwohner | 24     | 33     | 31     | 28     | 33     | 35     | 19     | 20     | 16     | 14     |
| Häuser    | 3      |        |        | 4      | 4      | 4      | 5      | 3      |        | 4      |
| Quelle    | [ 6 ]  | [ 11 ] | [ 12 ] | [ 13 ] | [ 14 ] | [ 15 ] | [ 16 ] | [ 17 ] | [ 18 ] | [ 1 ]  |

## Religion
Der Ort ist römisch-katholisch geprägt und nach St. Georg (Friesen) gepfarrt.